# Шробарова
Шробарова (слч. Šrobárová, мађ. Szilasháza) насељено је мјесто са административним статусом сеоске општине (слч. obec) у округу Коморан, у Њитранском крају, Словачка Република.

## Становништво
| Година:    | 1994. | 2004.   | 2014.   | 2024.   |
| ---------- | ----- | ------- | ------- | ------- |
| Број људи: | 498   | 487     | 508     | 485     |
| Разлика:   |       | -2,20 % | +4,31 % | -4,52 % |

| Година:    | 2023. | 2024.   |
| ---------- | ----- | ------- |
| Број људи: | 487   | 485     |
| Разлика:   |       | -0,41 % |

Према подацима о броју становника из 2011. године насеље је имало 501 становника.